# Derbi valenciano
El derbi valenciano, derbi de Valencia, derbi de la ciudad de Valencia o derbi del Turia es el partido de fútbol que disputan entre sí los dos equipos más representativos de la ciudad de Valencia, el Valencia Club de Fútbol y el Levante Unión Deportiva.
Este derbi se ha disputado 32 veces en Primera División, puesto que el Levante U. D. ha disputado 16 temporadas en la máxima categoría, ante las 87 temporadas del Valencia C. F. En la Copa del Rey, los enfrentamientos entre ambos equipos se reducen a tres eliminatorias (1985, 1999 y 2012) y los antecedentes de las tres eliminatorias de (1928, 1935 y 1937) llegándose a encontrar en la final de esta última. Disputadas por el Levante F. C.
El Levante no ha vencido en Mestalla en partido oficial desde 1937. Si bien durante la época anterior a la Guerra Civil Española, el Levante F. C. había vencido en diversas ocasiones al Valencia C. F. en Mestalla, el Levante U. D. nunca ha ganado en dicho estadio compitiendo en la Primera División de España como visitante, siendo su última victoria en casa del Valencia C. F. la de un partido amistoso en 1995, cuando los granotas jugaban en Segunda B y vencieron por 1-3 en el viejo torneo Ciudad de Valencia, el cual no se volvió a celebrar tras dicha derrota.
Todavía no se ha dado el caso en que uno de los dos equipos haya ganado ambos derbis en una misma temporada.

## Historia de la rivalidad

### Primeros años en el ámbito regional (1920-28)
Los antecedentes del derbi valenciano se sitúan en los orígenes de ambos clubes. El Levante Fútbol Club fue el primero de ellos en nacer —en 1909— mientras que una década después lo hacía el Valencia Club de Fútbol. En 1909 existía también un tercer equipo en la ciudad, el Gimnástico Fútbol Club que posteriormente se fusionaría con el Levante Fútbol Club en 1939 heredando la ya existente rivalidad valenciana. El primer derbi oficial se produciría en 1920 durante el Campeonato Regional de Valencia.

### Década de 1930
Aunque el 1928 se creó el Campeonato de Primera División y el Levante F. C. no participó en él, los partidos oficiales contra el Valencia C. F. siguieron disputándose en el ámbito del Campeonato Regional de Valencia que se siguió disputando hasta la temporada 1939/40. La primera y única final entre ambos clubs fue en la Copa de la España Libre de 1937, siendo la primera final de Copa de ambos clubs, y el primer, y hasta la fecha, único título oficial de Levante UD.

## Historial estadístico
Datos actualizados: Hasta la temporada 2021/22 inclusive.
| \| Temporada \| Local \| Visitante \| Local \| Visitante \| \| --------- \| --------------- \| ---------------- \| ----------------- \| --------------- \| \| 1963/64 \| Levante U. D. 1 \| Valencia C. F. 0 \| Valencia C. F. 5 \| Levante U. D. 3 \| \| 1964/65 \| Levante U. D. 2 \| Valencia C. F. 1 \| Valencia C. F. 2 \| Levante U. D. 0 \| \| 2004/05 \| Levante U. D. 0 \| Valencia C. F. 0 \| Valencia C.F. 3 \| Levante U. D. 0 \| \| 2006/07 \| Levante U. D. 4 \| Valencia C. F. 2 \| Valencia C. F. 3 \| Levante U. D. 0 \| \| 2007/08 \| Levante U. D. 1 \| Valencia C.F. 5 \| Valencia C. F. 0 \| Levante U. D. 0 \| \| 2010/11 \| Levante U. D. 0 \| Valencia C. F. 1 \| Valencia C. F. 0 \| Levante U. D. 0 \| \| 2011/12 \| Levante U. D. 0 \| Valencia C. F. 2 \| Valencia C. F. 1 \| Levante U. D. 1 \| \| 2012/13 \| Levante U. D. 1 \| Valencia C. F. 0 \| Valencia C. F. 2 \| Levante U. D. 2 \| \| 2013/14 \| Levante U.D. 2 \| Valencia C. F. 0 \| Valencia C. F.. 2 \| Levante U. D. 0 \| \| 2014/15 \| Levante U. D. 2 \| Valencia C. F. 1 \| Valencia C. F. 3 \| Levante U. D. 0 \| \| 2015/16 \| Levante U. D. 1 \| Valencia C. F. 0 \| Valencia C. F. 3 \| Levante U. D. 0 \| \| 2017/18 \| Levante U. D. 1 \| Valencia C. F. 1 \| Valencia C. F. 3 \| Levante U. D. 1 \| \| 2018/19 \| Levante U. D. 2 \| Valencia C. F. 2 \| Valencia C.F. 3 \| Levante U. D. 1 \| \| 2019/20 \| Levante U. D. 2 \| Valencia C. F. 4 \| Valencia C. F. 1 \| Levante U. D. 1 \| \| 2020/21 \| Levante U. D. 1 \| Valencia C. F. 0 \| Valencia C. F. 4 \| Levante U. D. 2 \| \| 2021/22 \| Levante U. D. 3 \| Valencia C. F. 4 \| Valencia C. F. 1 \| Levante U. D. 1 \| |                 |                  |                   |                 |
| Temporada | Local           | Visitante        | Local             | Visitante       |
| 1963/64 | Levante U. D. 1 | Valencia C. F. 0 | Valencia C. F. 5  | Levante U. D. 3 |
| 1964/65 | Levante U. D. 2 | Valencia C. F. 1 | Valencia C. F. 2  | Levante U. D. 0 |
| 2004/05 | Levante U. D. 0 | Valencia C. F. 0 | Valencia C.F. 3   | Levante U. D. 0 |
| 2006/07 | Levante U. D. 4 | Valencia C. F. 2 | Valencia C. F. 3  | Levante U. D. 0 |
| 2007/08 | Levante U. D. 1 | Valencia C.F. 5  | Valencia C. F. 0  | Levante U. D. 0 |
| 2010/11 | Levante U. D. 0 | Valencia C. F. 1 | Valencia C. F. 0  | Levante U. D. 0 |
| 2011/12 | Levante U. D. 0 | Valencia C. F. 2 | Valencia C. F. 1  | Levante U. D. 1 |
| 2012/13 | Levante U. D. 1 | Valencia C. F. 0 | Valencia C. F. 2  | Levante U. D. 2 |
| 2013/14 | Levante U.D. 2  | Valencia C. F. 0 | Valencia C. F.. 2 | Levante U. D. 0 |
| 2014/15 | Levante U. D. 2 | Valencia C. F. 1 | Valencia C. F. 3  | Levante U. D. 0 |
| 2015/16 | Levante U. D. 1 | Valencia C. F. 0 | Valencia C. F. 3  | Levante U. D. 0 |
| 2017/18 | Levante U. D. 1 | Valencia C. F. 1 | Valencia C. F. 3  | Levante U. D. 1 |
| 2018/19 | Levante U. D. 2 | Valencia C. F. 2 | Valencia C.F. 3   | Levante U. D. 1 |
| 2019/20 | Levante U. D. 2 | Valencia C. F. 4 | Valencia C. F. 1  | Levante U. D. 1 |
| 2020/21 | Levante U. D. 1 | Valencia C. F. 0 | Valencia C. F. 4  | Levante U. D. 2 |
| 2021/22 | Levante U. D. 3 | Valencia C. F. 4 | Valencia C. F. 1  | Levante U. D. 1 |

| Equipo         | Partidos local | Victorias local | Empates local | Derrotas local | GF | GC |
| -------------- | -------------- | --------------- | ------------- | -------------- | -- | -- |
| Levante U. D.  | 16             | 8               | 3             | 5              | 23 | 23 |
| Valencia C. F. | 16             | 10              | 6             | 0              | 36 | 12 |

| \| Temporada \| IDA \| \| VUELTA \| \| RONDA \| CLASIFICADO \| \| --------- \| ---------- \| ---------- \| ---------- \| ---------- \| --------------- \| ----------- \| \| 1928 \| Levante 1 \| 3 Valencia \| Valencia 4 \| 2 Levante \| Fase de grupos. \| \| \| 1935 \| Levante 1 \| 1 Valencia \| Valencia 1 \| 4 Levante \| 1/8 final. \| LFC \| \| 1937 \| Valencia 0 \| 4 Levante \| Levante 5 \| 2 Valencia \| Fase de grupos. \| \| \| 1937 \| Valencia 0 \| 1 Levante \| \| \| Final. \| LFC \| \| 1984-85 \| Levante 1 \| 4 Valencia \| Valencia 2 \| 1 Levante \| 2ª Ronda. \| VCF \| \| 1998-99 \| Levante 0 \| 3 Valencia \| Valencia 1 \| 0 Levante \| 1/8 final. \| VCF \| \| 2011-12 \| Valencia 4 \| 1 Levante \| Levante 0 \| 3 Valencia \| 1/4 final. \| VCF \| |            |            |            |            |                 |             |
| Temporada | IDA        |            | VUELTA     |            | RONDA           | CLASIFICADO |
| 1928 | Levante 1  | 3 Valencia | Valencia 4 | 2 Levante  | Fase de grupos. |             |
| 1935 | Levante 1  | 1 Valencia | Valencia 1 | 4 Levante  | 1/8 final.      | LFC         |
| 1937 | Valencia 0 | 4 Levante  | Levante 5  | 2 Valencia | Fase de grupos. |             |
| 1937 | Valencia 0 | 1 Levante  |            |            | Final.          | LFC         |
| 1984-85 | Levante 1  | 4 Valencia | Valencia 2 | 1 Levante  | 2ª Ronda.       | VCF         |
| 1998-99 | Levante 0  | 3 Valencia | Valencia 1 | 0 Levante  | 1/8 final.      | VCF         |
| 2011-12 | Valencia 4 | 1 Levante  | Levante 0  | 3 Valencia | 1/4 final.      | VCF         |

| Eliminatorias disputadas | Clasificado Levante | Clasificado Valencia | Total encuentros | Victorias Levante | Empates | Victorias Valencia | GF Levante | GF Valencia |
| ------------------------ | ------------------- | -------------------- | ---------------- | ----------------- | ------- | ------------------ | ---------- | ----------- |
| 5                        | 2                   | 3                    | 13               | 4                 | 1       | 8                  | 21         | 28          |